# Kommunizierende Zustände
Kommunizierende Zustände ist ein Begriff aus der Theorie der Markow-Ketten, einem Teilbereich der Wahrscheinlichkeitstheorie. Anschaulich kommunizieren zwei  Zustände einer Markow-Kette, wenn die Wahrscheinlichkeit, von einem Zustand in den anderen zu gelangen, echt größer als null ist. Kommunizierende Zustände sind deshalb von Bedeutung, weil sich viele wichtige Eigenschaften von Markow-Ketten wie Periodizität, Rekurrenz und Transienz zwischen kommunizierenden Zuständen vererben.

## Definition
Es sei eine homogene Markow-Kette in diskreter Zeit und mit endlichem oder abzählbarem Zustandsraum gegeben.
Ein Zustand {\displaystyle k} heißt erreichbar vom Zustand {\displaystyle l} aus bzw. der Zustand {\displaystyle l} führt zu Zustand {\displaystyle k}, wenn für ein {\displaystyle n\in \mathbb {N} _{0}} gilt, dass
{\displaystyle p_{lk}^{n}:=P(X_{n}=k\mid X_{0}=l)>0}
gilt. Die Wahrscheinlichkeit, in endlich vielen Schritten von {\displaystyle l} nach {\displaystyle k} zu kommen, muss also echt positiv sein. Dies wird als {\displaystyle l\rightarrow k} oder {\displaystyle l\rightsquigarrow k} notiert.
Ist nun {\displaystyle l} erreichbar von {\displaystyle k} und {\displaystyle k} erreichbar von {\displaystyle l}, so kommunizieren die Zustände {\displaystyle k} und {\displaystyle l}, was oftmals mit {\displaystyle k\leftrightarrow l} oder {\displaystyle k\leftrightsquigarrow l} abgekürzt wird.
Ein Zustand {\displaystyle l} heißt wesentlich, wenn von jedem Zustand {\displaystyle k}, der von {\displaystyle l} aus erreichbar ist, auch wieder der Zustand  {\displaystyle l} erreichbar ist. Somit ist {\displaystyle l} wesentlich, wenn aus {\displaystyle l\rightarrow k} immer auch {\displaystyle k\rightarrow l} folgt.

## Beispiel
Betrachtet man den obigen Übergangsgraph einer Markow-Kette, so ist der Zustandsraum {\displaystyle S=\{-2,-1,0,1,2\}}.
Von dem Zustand −2 aus ist kein anderer Zustand erreichbar, ebenso bei Zustand 2. Hingegen ist von jedem der Zustände −1,0 und 1 jeder weitere Zustand der Markow-Kette erreichbar.
Der Zustand −2 kommuniziert nur mit sich selbst, ebenso der Zustand 2. Die Zustände −1,0 und 1 kommunizieren untereinander, aber nicht mit den Zuständen −2 oder 2, da von diesen keine Rückkehr möglich ist.
Wesentlich ist der Zustand −2, genauso wie der Zustand 2. Denn für diese Zustände sind nur sie selbst erreichbar, und kehren somit auch von sich selber zurück. Hingegen sind die anderen Zustände nicht wesentlich, denn von jedem kann beispielsweise der Zustand 2 erreicht werden. Von diesem ist aber eine Rückkehr ausgeschlossen.

## Eigenschaften
Die Relation des Kommunizierens ist eine Äquivalenzrelation, die Äquivalenzklassen werden auch Kommunikationsklassen genannt. Im obigen Beispiel bilden die Zustände {\displaystyle -1,0,1} eine Kommunikationsklasse. Existiert nur eine Kommunikationsklasse, so spricht man von einer irreduziblen Markow-Kette.
Miteinander kommunizierende Zustände haben dieselbe Periode, ebenso sind sie stets alle transient oder alle null-rekurrent oder alle positiv rekurrent.
Trivialerweise ist von einem absorbierenden Zustand kein anderer Zustand erreichbar. Daraus folgt direkt, dass Ketten mit absorbierenden Zuständen nicht irreduzibel sein können. Ebenso ist jeder absorbierende Zustand wesentlich, genau wie jeder rekurrente Zustand.
Ist im Falle eines endlichen Zustandsraumes {\displaystyle k} von {\displaystyle l} aus erreichbar, so existiert ein {\displaystyle l}-{\displaystyle k}-Pfad im Übergangsgraphen. Kommunizieren {\displaystyle k} und {\displaystyle l}, so existiert demnach sowohl ein {\displaystyle k}-{\displaystyle l}-Pfad als auch ein {\displaystyle l}-{\displaystyle k}-Pfad.